# Valley Center (Kansas)
Valley Center – miasto w Stanach Zjednoczonych, w stanie Kansas, w hrabstwie Sedgwick.